# City Circle (Sydney)
| Die Bahnsteige im Bahnhof Town Hall (2022) |                      |                                                         |                                                         |
| Streckenlänge: | 6 km                 |                                                         |                                                         |
| Spurweite: | 1435 mm (Normalspur) |                                                         |                                                         |
| Stromsystem: | 1500 =               |                                                         |                                                         |
| Streckengeschwindigkeit: | 40 km/h              |                                                         |                                                         |
| Zweigleisigkeit: | ja                   |                                                         |                                                         |
| |                      |                                                         |                                                         |
| \| \| 2.97 \| Circular Quay \| Circular Quay \| \| \| \| \| \| \| \| \| North Shore Line von Milsons Point \| \| \| \| 2.05 \| Wynyard \| Wynyard \| \| \| \| Martin Place Eastern Suburbs Railway von Bondi Junction \| \| \| \| 4.4 \| St James \| St James \| \| \| 1.21 \| Town Hall \| Town Hall \| \| \| 4.99 \| Museum \| Museum \| \| \| \| \| \| \| \| \| \| \| \| \| \| \| \| \| \| 0.0 \| Sydney Central/Chalmers Street \| Sydney Central/Chalmers Street \| |                      |                                                         |                                                         |
| Strecke von links · Haltepunkt / Haltestelle quer · Strecke von rechts | 2.97                 | Circular Quay                                           | Circular Quay                                           |
| Tunnelanfang · Tunnelanfang |                      |                                                         |                                                         |
| Abzweig geradeaus und von rechts (im Tunnel) · Strecke (im Tunnel) |                      | North Shore Line von Milsons Point                      | North Shore Line von Milsons Point                      |
| Bahnhof (im Tunnel) · Strecke (im Tunnel) | 2.05                 | Wynyard                                                 | Wynyard                                                 |
| Strecke von links (im Tunnel) · Kreuzung mit Tunnelstrecke (im Tunnel) · Haltepunkt / Haltestelle quer (im Tunnel) · Kreuzung mit Tunnelstrecke (im Tunnel) |                      | Martin Place Eastern Suburbs Railway von Bondi Junction | Martin Place Eastern Suburbs Railway von Bondi Junction |
| Strecke (im Tunnel) · Strecke (im Tunnel) · Haltepunkt / Haltestelle (im Tunnel) | 4.4                  | St James                                                | St James                                                |
| Haltepunkt / Haltestelle (im Tunnel) · Haltepunkt / Haltestelle (im Tunnel) · Strecke (im Tunnel) | 1.21                 | Town Hall                                               | Town Hall                                               |
| Strecke (im Tunnel) · Strecke (im Tunnel) · Haltepunkt / Haltestelle (im Tunnel) | 4.99                 | Museum                                                  | Museum                                                  |
| Strecke (im Tunnel) · Abzweig geradeaus und von links (im Tunnel) · Strecke quer (im Tunnel) · Strecke nach rechts (im Tunnel) |                      |                                                         |                                                         |
| Strecke (im Tunnel) · Tunnelende |                      |                                                         |                                                         |
| Strecke nach links (im Tunnel) · Kreuzung mit Tunnelstrecke · Strecke von rechts (im Tunnel) |                      |                                                         |                                                         |
| Kopfbahnhof Streckenanfang · Bahnhof · Haltepunkt / Haltestelle (im Tunnel) | 0.0                  | Sydney Central/Chalmers Street                          | Sydney Central/Chalmers Street                          |

Der City Circle ist eine unterirdische Eisenbahnstrecke in der australischen Metropole Sydney. Er erschließt von der Sydney Central Station in einer schlaufenförmigen, vorwiegend unterirdischen Linienführung das Stadtzentrum (City of Sydney) und den Circular Quay.

## Geschichte
1915 legte der australische Bauingenieur John Jacob Crew Bradfield ein Konzept von unterirdischen Eisenbahnverbindungen vor. Als Vorbild diente dabei die New York City Subway, welche ihn bei einem Auslandsaufenthalt in den USA inspiriert hatte.
Kurz darauf begannen die Bauarbeiten am ersten Teilstück Central–St James mit der Zwischenstation Museum. Dieses Teilstück wurde 1926 dem Verkehr übergeben.
1932 wurde der viergleisige Abschnitt Wynyard–Central eröffnet, zeitgleich mit der Sydney Harbour Bridge, welche ebenfalls von Bradfield entworfen wurde. Zwei Tunnels endeten in Wynyard und zwei führten zur Harbour Bridge, um auf deren Unterdeck den Parramatta River zu überqueren und eine Verbindung zu den nördlichen Stadtteilen Sydneys zu schaffen.
Die Bauarbeiten für den Lückenschluss zwischen den beiden in Wynyard endenden Tunnelröhren und St James begannen 1937, wurden jedoch durch den Zweiten Weltkrieg unterbrochen, so dass dieses Teilstück mit der Station Circular Quay erst 1956 in Betrieb genommen werden konnte. Der Abschnitt rund um Circular Quay ist als einziger des City Circles oberirdisch angelegt, wirkt aber aufgrund der Überdeckung durch den Cahill Expressway ebenfalls als Tunnelbahn.

## Verkehr
Der Eisenbahnverkehr wird ausschließlich durch Sydney Trains betrieben und von dieser mit drei Linien (T2, T3 und T8) bedient. T2 und T3 tauschen im City Circle jeweils die Liniennummer. Zwischen Wynward und Central verkehren noch die Züge der Linie 1 vom Streckenast via Harbour Bridge. Aufgrund der Viergleisigkeit auf diesem Abschnitt nutzen sie in Wynward und Town Hall jedoch separate Bahnsteige. Zwischen Town Hall und Central verkehrt noch die Linie T4 von und nach Bondi Junction; sie verfügt jedoch ebenfalls über separate Gleiskörper und hält in Central an einem eigenen, unterirdischen Bahnhofteil (Chalmers Street).

Simulation der Sicherungsanlage vor 1990

Ursprünglich war die Kapazität des City Circle auf 42 Züge pro Stunde mit 40 Sekunden Zugfolgezeit ausgelegt gewesen, aufgrund eines Umbaus der Sicherungsanlage mit zusätzlichen Sicherheitsaspekten sank die Kapazität auf maximal 20 Züge pro Stunde.